# Variola louti
Variola louti är en fiskart som först beskrevs av Forsskål, 1775.  Variola louti ingår i släktet Variola och familjen havsabborrfiskar. IUCN kategoriserar arten globalt som livskraftig. Inga underarter finns listade i Catalogue of Life.

## Bildgalleri

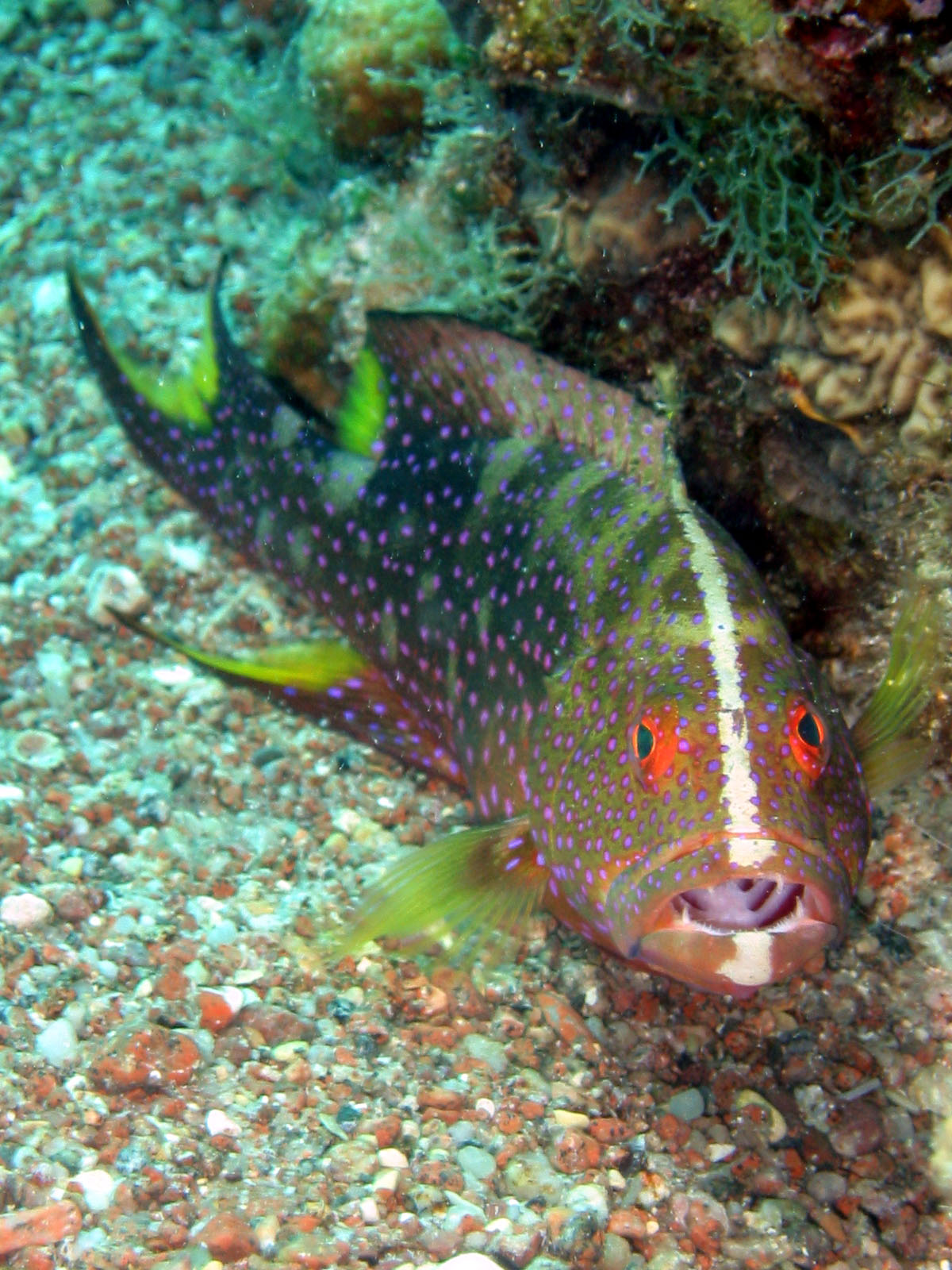